# Condeúba
Condeúba este un oraș în unitatea federativă Bahia (BA) din Brazilia.